# 西套蒙古
西套蒙古，又稱套西二旗，是中國清代駐牧於巴里坤以東、賀蘭山以西、河西走廊以北、戈壁以南的蒙古部落。因其駐牧於河套以西故名，位於今中國內蒙古自治區阿拉善盟境內。清代有二旗：阿拉善厄魯特旗、額濟納土爾扈特旗，分別源於厄魯特蒙古和碩特部、土爾扈特部。各旗自為一部，不設盟長，理藩院在該地駐寧夏理事司員一人，受陝甘總督節制。
和碩特部原居新疆，後為準噶爾部所迫，東遷至青海、西套一帶。康熙二十五年（1686年），賜顧實汗後裔和囉哩駐牧於寧夏邊外。康熙三十六年（1697年），封和囉哩為札薩克多羅貝勒，置阿拉善厄魯特旗。其地大致相當於今阿拉善盟阿拉善左旗、阿拉善右旗一帶。
康熙四十二年（1703年），土爾扈特部阿玉奇之侄阿喇布珠爾借道準噶爾赴西藏禮佛，因策妄阿拉布坦阻撓，無法從原路返回。康熙四十三年（1704年），封阿喇布珠爾為札薩克固山貝子，遊牧於嘉峪關外色爾騰。雍正九年（1731年），遷至額濟納河。乾隆十八年（1753年）授札薩克，置額濟納土爾扈特旗。其地大致相當於今阿拉善盟额济纳旗和阿拉善右旗西北一帶。